# Prințesa Philippine Charlotte a Prusiei
Prințesa Philippine Charlotte a Prusiei (germană Philippine Charlotte von Preußen) (13 martie 1716; 17 februarie 1801) a fost fiică a regelui Frederic Wilhelm I al Prusiei și a reginei Sophia Dorothea de Hanovra.

## Origini
A fost al patrulea copil și a treia fiică a a regelui Frederic Wilhelm I al Prusiei și a soței lui, regina Sophia Dorothea de Hanovra. A fost sora lui Frederic cel Mare, a reginei Louisa Ulrika a Suediei și a Friederike Luise, Margravine de Brandenburg-Ansbach.
Prin mama sa a fost nepoata regelui George I al Marii Britanii. Unchiul ei era regele George al II-lea al Marii Britanii și verișori primari Frederic, Prinț de Wales, Anne, Prințesă de Orange și regina Louise a Danmarcei și Norvegiei.

## Căsătorie

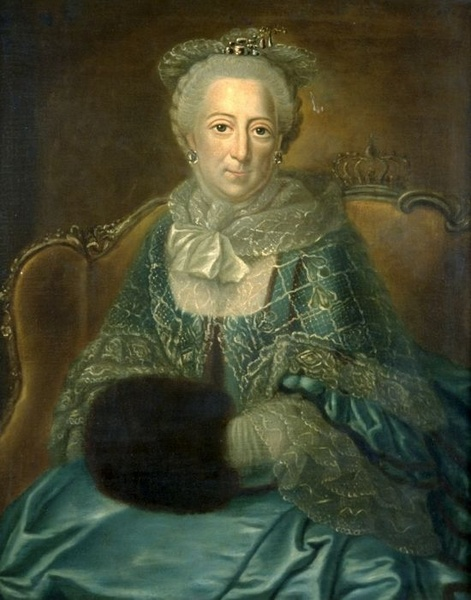

La 2 iulie 1733, la Berlin, Prințesa Philippine Charlotte s-a căsătorit cu Ducele Charles de Brunswick-Wolfenbüttel, fiul cel mare al lui Ferdinand Albert al II-lea, Duce de Brunswick-Lüneburg. Charles a moștenit ducatul după decesul tatălui său din 1735.
Charles și Philippine au avut 13 copii.